# Ноктопластика
Ноктопластика е удължаването, укрепването и моделирането на ноктите по изкуствен начин. Видове ноктопластика са прикрепване на връхчета, изграждане на нокти с акрилна течност и прах, моделиране с гел.  Тя е метод, с който може да удължите маникюрът си, да изберете цвят, както и декорация по желание и издържа до 3 седмици.

## Видове ноктопластика
1. Акрилни нокти – Смесват полимер на прах и течен мономер. Сместа се нанася върху нокътя и се втвърдява. [3]
2. Акрилни връхчета – Акрилните връхчета не покриват целият нокът, а само горният край на нокътя. Известни са още като: френски маникюр.
3. Ноктопластиката с гел – На нокътя се поставят няколко пласта акрилен гел. След обрботка се получава нокът изглеждащ, като естествен.
4. Фиберглас, лен или коприна – Малки парчета се залепват за нокътя със специално лепило, полира се и се нанася запечатващо вещество, което не пропуска влага. Този метод може да се използва и при счупен нокът.
5. Пластмасови удължители – Представляват пластмасови нокти в комплект с лепило, които може да сложите в салон за красота или сами вкъщи. Оформят се по ваш вкус.

## Метод на изграждане
Ноктите се обработват от маникюрист, скъсява се нокътната плочка и се поставят форми за изграждане. На всеки нокът се нанася слой от гела, ръката се поставя в UV-лампа докато се втвърди. След това се махат формите и гелът се изпилва в подходяща форма според желанието на клиента. След това вече се нанася лак и декорации според желанието на клиента. Процедурата продължава около два часа. Премахването се извършва от професионалист.

## Рискове
Ноктопластиката не е безвредна и има опасности като: Алергични реакции, гъбички, инфекции, увреждане на нокътната плочка. При алергична реакция е необходима консултация с дерматолог.
Практикуващите ноктопластика, задължително трябва да притежават известни художествени умения. Необходимо е добро познаване на използваните материали, перфектно изпълнение на различните техники за подготовка, изграждане и поддържане на нокти и удължители.